# ZUN (développeur)
Jun'ya Ota (太田 順也, Ōta Jun'ya), né le 18 mars 1977 et mieux connu sous son pseudonyme ZUN, est un compositeur et développeur de jeux vidéo japonais. Il est surtout connu pour avoir développé et publié la série de jeux vidéo Touhou Project grâce au groupe de dojin Team Shanghai Alice, dont il est le seul membre.
En 2010, le Livre Guinness des records nomme le Touhou Project la "série de shoot'em up créée par des fans la plus prolifique jamais créée". ZUN est aussi connu comme "Hakurei Kannushi" (博麗神主), nom qu'il utilise par exemple sur les réseaux sociaux.

## Jeunesse
ZUN est né à Hakuba le 18 mars 1977 et se décrit comme un "enfant de campagne normal". Sa première exposition aux jeux vidéo remonte à 1982-1983, lorsqu'il joue au Game & Watch et aux jeux d'arcade des stations de ski de Hakuba. Plus tard, ses parents lui achètent un Famicom Disk System (module complémentaire pour le Nintendo Entertainment System exclusif au Japon). ZUN a affirmé que SonSon, Super Mario Bros. et Street Fighter II sont les jeux qui l'ont le plus marqué pendant cette période. Comme ZUN est né peu de temps après la mort de son grand-père et que ses parents passaient la plupart de leur temps à travailler, il est principalement élevé par sa grand-mère, qui est particulièrement stricte et choisit de fortement règlementer le temps qu'il peut passer à jouer à des jeux vidéo.
Le premier intérêt de ZUN pour le développement de jeux vidéo lui vient pendant ses années aux lycée. Alors que la plupart des shoot 'em up utilisent un thème militaire ou de science-fiction, ZUN veut un jeu avec un personnage principal miko et une esthétique shintoïste. ZUN fait partie du club d'orchestre de son école et souhaite aussi créer de la musique pour les jeux vidéo. Comme il ne connait personne d'autre qui fabrique des jeux dans lesquels il peut mettre sa musique, il décide de créer ses propres jeux à cette fin. Vers 2001, il postule au Comiket en tant que groupe de musique sous le nom de Shanghai Alice Ensemble, mais est rejeté.
En 2012, ZUN épouse une programmeuse de jeux mobiles, avec qui il a un fils et une fille.
ZUN aime boire de la bière et revendique en boire au moins une fois par jour. Il crée sa propre bière (parfois appelée bière Touhou), et écrit des critiques de bières dans Comptiq. Sa marque préférée est Kirin.

## Carrière
ZUN fréquente l'Université de Tokyo Denki, où il se spécialise en mathématiques, et c'est à l'université qu'il a créé le premier jeu Touhou, Highly Responsive to Prayers. Les cinq premiers jeux Touhou sont développés pour la série d'ordinateurs PC-9800, dont ZUN possède le modèle PC-9821. Bien que ZUN ait fait quelques jeux avant cela, le premier étant une copie de Puyo Puyo, ceux-ci n'ont jamais été publiés et sont supposés être perdus.
Après l'université, ZUN travaille comme programmeur chez Taito de 1998 à 2007. Il obtient notamment le poste en montrant à son intervieweur les jeux Touhou qu'il avait créés. Au cours de sa carrière chez Taito, ZUN aide à travailler sur Greatest Striker, Magic Pengel: The Quest for Color, Bujingai, Graffiti Kingdom et Exit, ainsi que sur d'autres jeux qui ont finalement été annulés. Il décide de partir car il n'aime pas travailler dans l'entreprise, et Touhou a alors déjà suffisamment de succès pour vivre de ses jeux. Cependant, il évoque ne pas avoir initialement prévu que Touhou devienne l'œuvre de sa vie.
Alors que les jeux Touhou sont initialement créés comme un projet de passionné, ZUN constate qu'ils ont du succès (Highly Responsive to Prayers et sa suite, The Story of Eastern Wonderland) au Comiket de 1997. Il apporte un total combiné de 80 exemplaires et est surpris de pouvoir tous les vendre. Les jeux Touhou sont vendus via Comiket jusqu'en 2004, date à laquelle la convention Reitaisai est fondée. La même année, ZUN écrit Curiosities of Lotus Asia, des nouvelles parues dans divers magazines, qui sont ensuite rassemblées dans une anthologie en 2010. C'est le premier de plusieurs œuvres littéraires situées dans l'univers Touhou. Silent Sinner in Blue, le premier manga officiel de Touhou, est publié en 2007.

## Philosophie de conception
ZUN critique l'industrie du jeu vidéo, affirmant que les jeux sont devenus plus faciles et moins complexes mécaniquement lorsqu'ils tentent de plaire à un public plus large. Cependant, il note que le marché des jeux de dojin permet au danmaku (littéralement « rideau de projectiles », ensemble de projectiles à éviter dans les jeux de shoot 'em up) et à d'autres genres de niche de prospérer.
ZUN travaille seul, et chaque jeu Touhou est créé à partir de zéro, y compris le moteur. La seule exception à cela sont les jeux de combat, dont le premier est Immaterial and Missing Power, créé en 2003 avec le groupe dojin Twilight Frontier. Dans la postface du jeu, ZUN mentionne qu'il n'aime pas avoir à gérer d'autres travailleurs et qu'il produit des choses "six fois plus confortablement" lorsqu'il le fait seul.
ZUN reconnaît que bien que les personnages de Touhou aient des histoires élaborées, peu de détails leur sont donnés dans le jeu, affirmant que "le danmaku est la façon dont l'histoire et les personnages sont communiqués",.